# オオカマキリ
オオカマキリ (大蟷螂、大鎌切、Tenodera aridifolia）は、カマキリ目カマキリ科の昆虫。

## 分類
本種は1813年にCaspar Stollによって記載された。
以前はTenodera sinensisと亜種の関係にあるとされていたが、交尾器の形状の違いから別種であることが判明した。
2種が同所的に生息していること、それぞれに対応した和名が付いていないこと、見た目での判断の難しさから、2024年1月の時点では正確に2種を区別している文献は少ない。

## 分布
日本のほぼ全域（北海道渡島半島、本州、四国、九州、対馬）に生息する他、台湾、中国、東南アジアにも分布する。

## 形態・生態
体長オス70 - 90mm、メス80 - 95mmを超える個体もいる。前基節基部間は淡褐色で後翅は紫褐色となる個体が多い。全体的に緑系の体色個体が多いが、茶系統の体色を持つ個体も存在する。南方へ行くほど大型化する傾向が強く、高標高地や北海道産は小型で100mmに達する事はないが、九州産の個体は大きく、オスでもメスに負けない体長と大きさになることがある。チョウセンカマキリとの違いは大きさや翅の模様の他、胸部の前脚（鎌脚）の付け根部分に黄色い点があるのも見分け方。
九州では3月、近畿や関東圏では4月ごろに卵鞘から孵化し活動を始める。この際は200匹程の幼虫が前幼虫と言われる形で誕生し、生まれてすぐに脱皮を行い、一般的なカマキリの形状へと変化する。幼虫時より肉食であり、共食いをすることも多い。幼虫は数度の脱皮を行いながら成長し、成長具合に応じてバッタ等の生きた昆虫を捕食する。自然下において一つの卵鞘から孵化した幼虫のうち無事に成虫にまで成長できる個体は2､3匹とも言われる。
本種は日当たりの良い環境を好むため、主な活動は昼間に行われる。生息地域は主に草地であり、河原の高い草にも多く生息している。捕食対象であるチョウやハチを狙って花の陰に身を潜めていることも多い。またオスは街灯などの灯火にも飛来し、メスも街灯に集まる昆虫目当てに来ることがある。夜間に活動する際は、目が黒く変色する。これはより光を多く取り込む為であり、ネコの瞳孔の変化に近い。
オスはメスに比べて痩せ形で、色合いが頭部から翅までがほぼ茶色、翅の左右両端が薄緑になっている体色が殆どで、メスはそのような体色の他、全て緑、もしくは全て茶色か、茶色の体色に緑の翅が混じるという４ケースに分けられ、オスはメスほどの体色変異は無い。また、オスはメスを探して徘徊する為か、細身の体を活かして飛翔するものの、飛翔よりはある意味滑空に近く、目標にした場所に飛び移るような形で移動する。その為、積極的に獲物を捕らえるメスほど活発な捕食行動は見られない。メスは腹部に卵を抱えているために腹部が肥大化しているように見えるので、オスとの区別は容易である。また体が太く、腹部が重い為にオスほど身軽では無いメスはオスのような飛翔行動は殆ど見られず、翅はもっぱら外敵への威嚇行動に使われる程度である。成虫の活動期間は8月から10月前後であり、長命な個体は12月まで生息するケースもある。
なお交尾後のメスがオスを捕食する事が一般的によく知られているが、これは自然下において必ずしも発生する事態ではない。この場面がよく観察できるのは主に飼育ケース内で本種を飼育した場合であり、これはオスの逃げ場が無いことが原因で発生する。自然下でのこうした場面はむしろ交尾中にメスがオスを捕食するパターンが多い。またメスはオスに限らず、他種カマキリや、同種のメスをも獲物と認識して争い、捕食してしまうことがある。
交尾を済ませたメスは、植物の枝に200個ほどの卵が入った泡状の卵鞘を産みつけるが、それを一つだけではなく、各所に何個かに分けて産み分ける。これは前述した幼虫たちの生存率の低さに加えて、卵鞘を食い荒らすカマキリタマゴカツオブシムシや、卵鞘内の卵を食べるオナガアシブトコバチといった天敵への対処だと思われる。卵鞘は数時間で茶色く硬くなった後、保温性と耐衝撃性、防寒性に優れた効用を保つようになる。産卵を済ませたメスは腹部が急速に小さくなり、このような産卵を数度に渡り繰り返して最期を迎える。

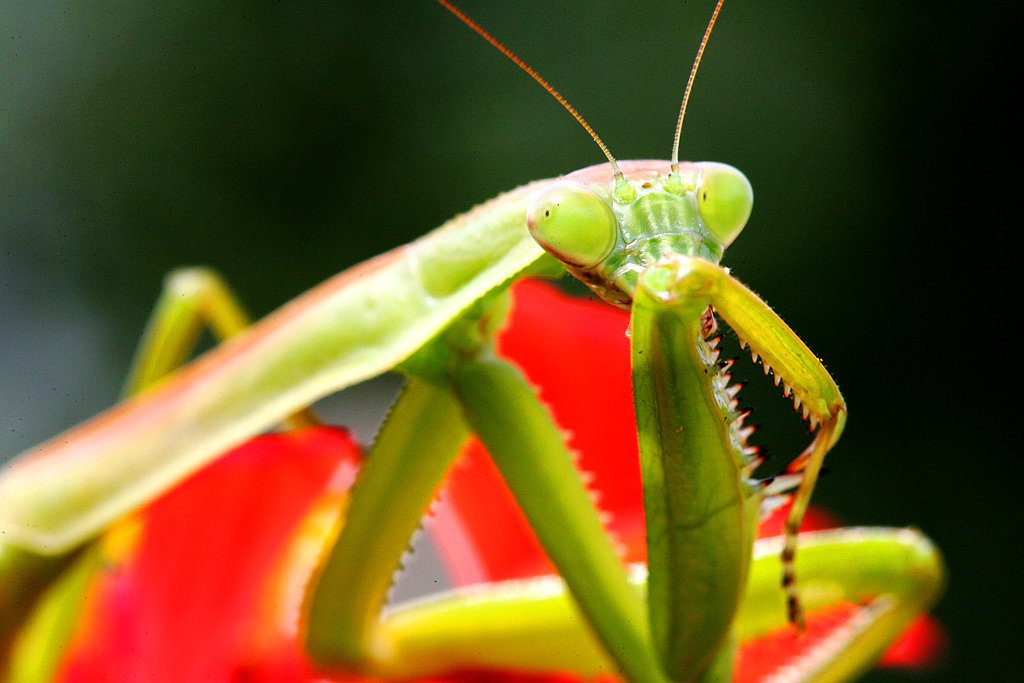
頭部と前脚
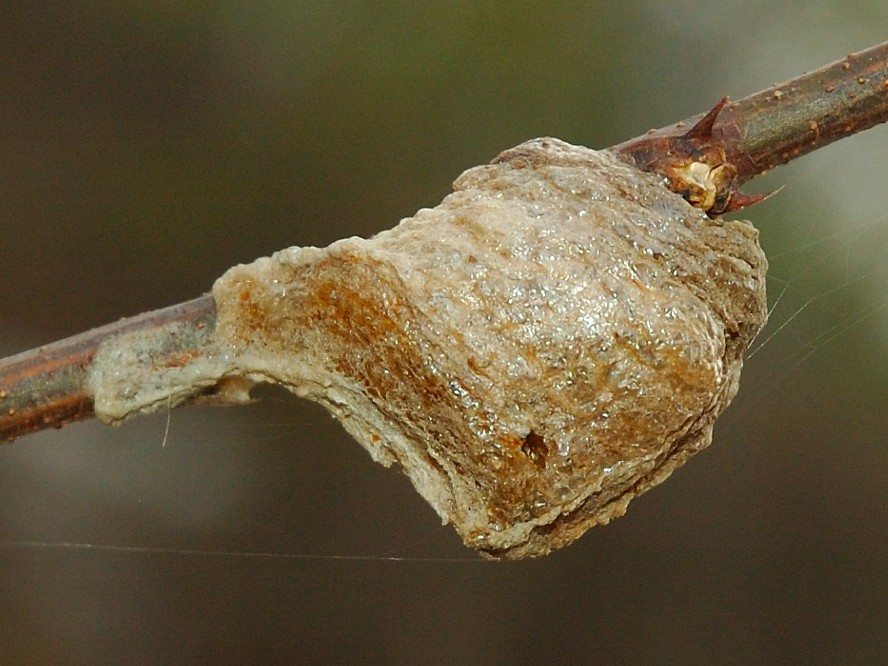
卵鞘（卵胞）
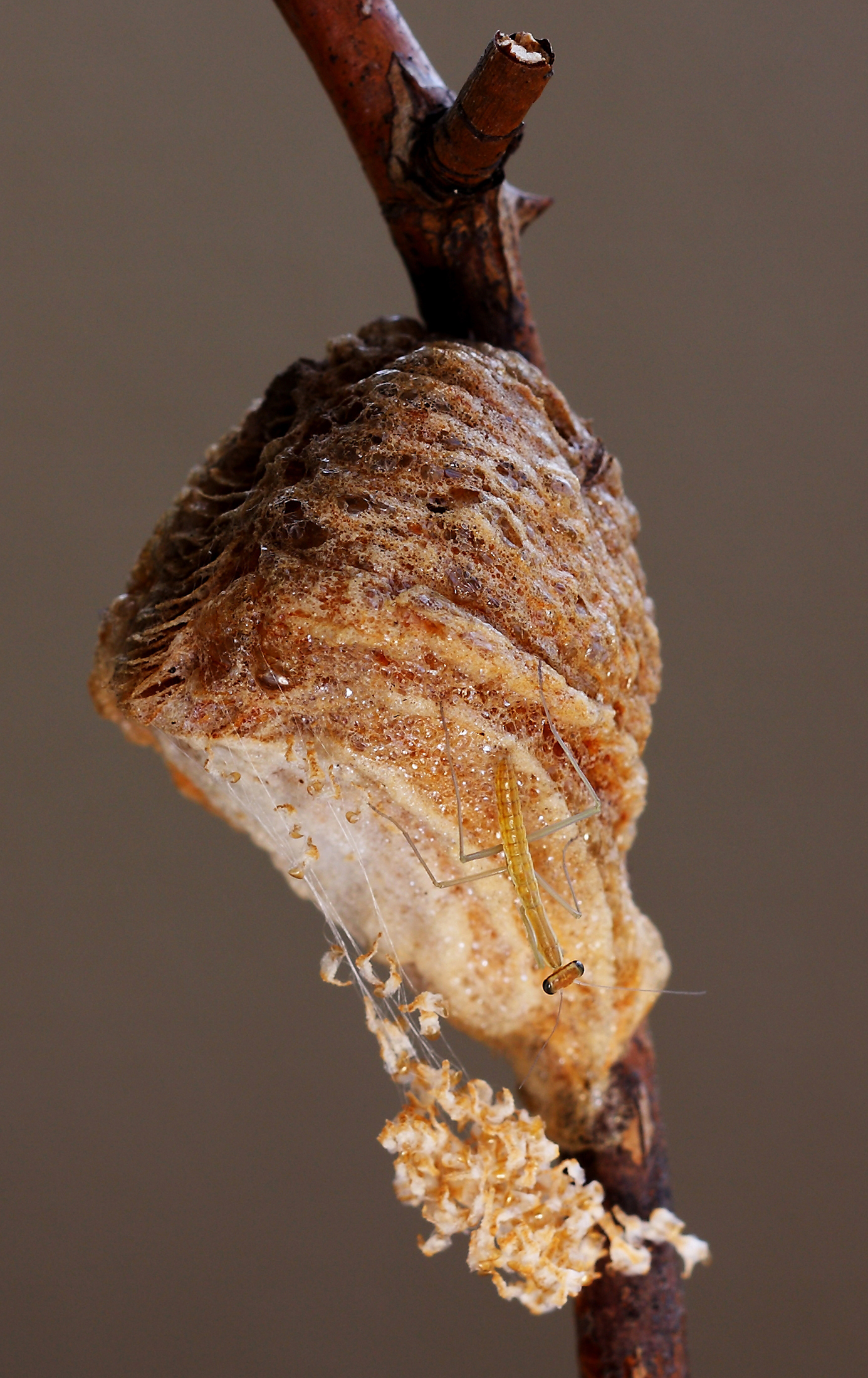
孵化
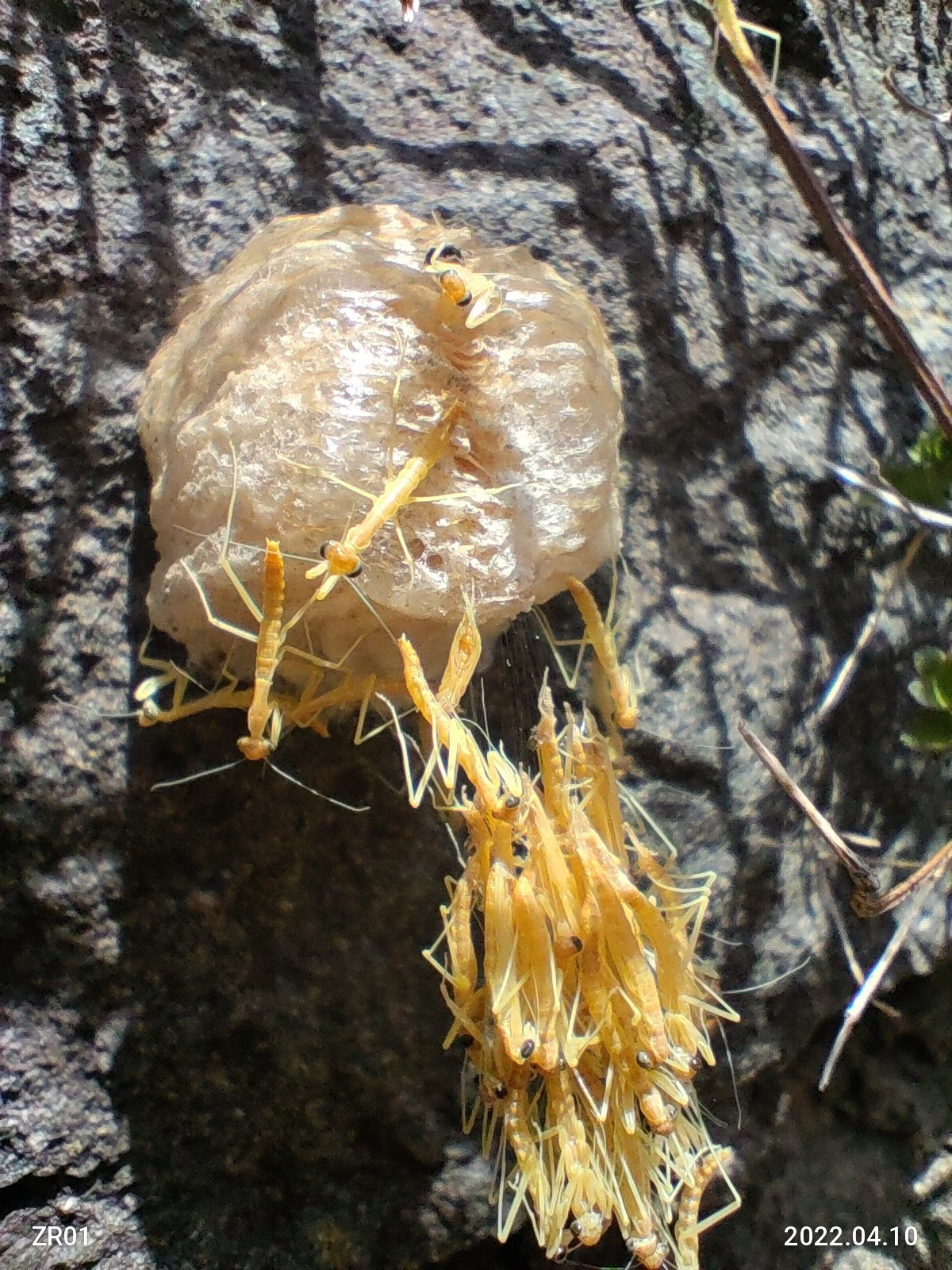

## 捕食と被食
本種はカマキリの中でも大型種であり、捕食対象はアゲハチョウやセミ、キリギリス、トノサマバッタ、トンボ、ムカデなどの大型昆虫とアマガエル、トカゲ、スズメ等の小型鳥類、ネズミ等の小型哺乳類を捕食する。また草地だけでなく森林にも出没し、樹液に集まる昆虫を狙って樹上に上ることがある。
反面、本種の天敵としてモズ、カラスなどの野鳥、クモ、スズメバチ、オニヤンマ等が挙げられる。
スズメバチ、オニヤンマ、オオカマキリの3種は互いに被食者と捕食者の関係でもある。
この3種の中では唯一の待ち伏せ型の捕食者である。
幼虫時代においては、初夏から秋口に発生するアリ、クモ等、地表性のあらゆる肉食昆虫が天敵にあたるが、齡数が進むにつれて対応する天敵は大型化し、また多様性は少なくなる。終齢に近い幼虫においての天敵は成虫とほとんど変わらないが、ヤブキリと生息時期が重なっていることがあり、その際には捕食されることがある。
また、ハリガネムシに寄生されるなどして水辺に近づいた場合には、サワガニやコイ、ブラックバスなどが餌にすることもある。

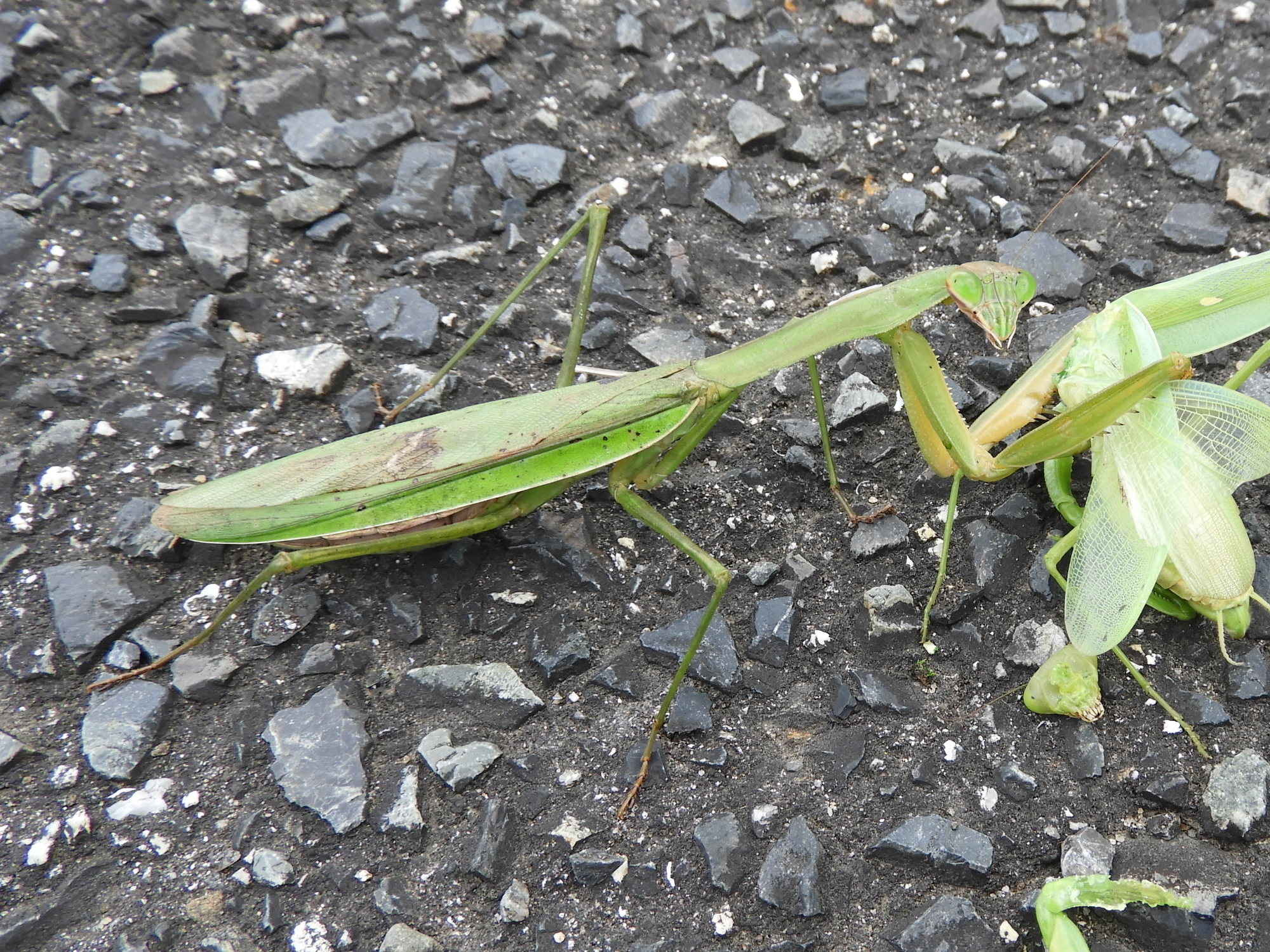
ハラビロカマキリを捕らえた雌

## 人間との関わり
鎌を構えた姿が人間が手を合わせている姿と似ているため、別名「オガミムシ」とも言われ、英名でも「Praying mantis（祈り虫）」と呼ばれている。
本種は田畑を食い荒らすイナゴやバッタ、カメムシやコオロギ、キャベツ等につくアオムシなどを捕食し、幼虫時にもアブラムシやアリを捕食するため人間にとって益虫とみなされるケースが多い。反面、養蜂家にとってはミツバチを捕食されるケースがあるので害虫となる側面も一部持つ。本種の縄張りは広くなく、1か所に定着することも多いため、ガーデニングの害虫駆除の一環として本種を放し飼いにする方法がある。

## 亜種
マエモンカマキリ（オキナワオオカマキリ） Tenodera fasciata (Olivier, 1792)
体長：オス77 - 101mm、メス93 - 105mm
奄美群島（徳之島以南）から八重山諸島にかけて分布する亜種で、本土産オオカマキリよりやや大きくなり、日本産カマキリ類では最大種となる。
本土産とは腹部先端の疑陰茎と下陰茎版突起の形状が異なり、後翅も本土産のような黒模様は入らず、チョウセンカマキリのように透明になるのが特徴。しかし、チョウセンカマキリの後翅は一部だけ茶色の線模様が入るのに対し、本種にはその模様も無い。